# David Lowry Swain
David Lowry Swain, född 4 januari 1801 i Buncombe County, North Carolina, död 27 augusti 1868 i North Carolina, var en amerikansk politiker. Han var North Carolinas guvernör 1832–1835.
Swain avbröt sina studier vid University of North Carolina at Chapel Hill och studerade sedan juridik i Raleigh. År 1823 inledde han sin karriär som advokat i Asheville. I februari 1826 gifte han sig med Eleanor White. Swains seger i guvernörsvalet 1832 kom som en stor överraskning. Swain efterträdde 1832 Montfort Stokes som guvernör och efterträddes 1835 av Richard Dobbs Spaight, Jr. Swain som hade varit nationalrepublikan gick med i Whigpartiet. År 1836 tillträdde Swain som rektor för University of North Carolina at Chapel Hill, ett ämbete som han innehade fram till sin död i en hästvagnsolycka år 1868. Swain County har fått sitt namn efter David Lowry Swain. I juli 1868 hade det beslutats om avsättandet av Swain som universitetsrektor. Beslutet hade inte ännu vunnit laga kraft vid tidpunkten av hans död då Swain hade tagit till rättsliga åtgärder för att få bli kvar i sitt ämbete. I universitetets samlingar finns två porträtt av Swain.